# Leuwohung
Leuwohung is een bestuurslaag in het regentschap Lembata van de provincie Oost-Nusa Tenggara, Indonesië. Leuwohung telt 755 inwoners (volkstelling 2010).